# Плисмане, Скайдрите Оскаровна
Скайдри́те О́скаровна Пли́смане (род. 16 октября 1933, Рига, Латвия) — советская волейболистка, игрок сборной СССР (1960—1962). Чемпионка мира 1960. Нападающая. Заслуженный мастер спорта СССР (1960).

## Биография
В 1951—1964 выступала за команду ЛГУ/«Даугава» (Рига). В её составе стала бронзовым призёром чемпионата СССР 1960. В составе сборной Латвийской ССР — бронзовый призёр первенства СССР и Спартакиады народов СССР 1959 года.
В сборной СССР в официальных соревнованиях выступала в 1960—1962 годах. В её составе: чемпионка мира 1960, серебряный призёр чемпионата мира 1962.
После окончания игровой карьеры работала преподавателем физвоспитания.
Награждена медалью «За трудовую доблесть» (07.03.1960) — «за высокие достижения в производстве, научно-исследовательской, государственной, социально-культурной, спортивной и иной общественно-полезной деятельности, а также за проявления гражданской доблести».